# Tønne Juul
Tønne Juul (født 12. april 1620 på Villestrup, død 28. august 1684) var en dansk adelsmand og godsejer, yngre bror til Malte, Axel og Ove Juul.
Han gik i skole på Herlufsholm, rejste 1638-44 med Laurids Bording som hovmester i Nederlandene, England, Frankrig og Italien, blev 1646 hofjunker og tjente i denne stilling, da han 17. juni 1649 havde bryllup med Anna Cathrine Friis til Engestofte (født 1630, død 26. september 1698), datter af kansler Christian Friis til Kragerup. Han synes at have levet et tilbagetrukket Liv på sine gårde Søgård (Merløse Herred) og Tårupgård, som 1666 blev ham udlagt på skiftet efter hans moder, optaget af studier og havedyrkning. Efter nogle års svagelighed døde Juul 28. august 1684, efterladende sig et godt navn som en oprigtig, god og gudfrygtig mand. Da Juul og hans hustru ingen børn havde, anvendte de en del af deres formue til forskellige legater, deriblandt Den Thaarupgaardske Stiftelse til understøttelse for ugifte damer.